# Пробул
Пробул (греч. πρόβουλος) — в Древней Греции лицо, назначавшееся государством для обсуждения мероприятий в случае какого-нибудь важного политического события или кризиса, а также для обсуждения общих вопросов на собраниях союзов.
Так назывались, например, делегаты, отправленные двенадцатью ионийскими городами для присутствия на панионийском собрании и обсуждения дел союза, а также делегаты греческих городов, после Платейской битвы снаряженные на Истме для обсуждения мер к отражению нового нашествия персов.
В олигархических государствах пробулы составляли группу лиц, исполнявших те же обязанности, какие лежали на булэ (совете) в демократических государствах. Иногда совет существовал наряду с комиссией пробулов, деятельность которых в этом случае была направлена к подавлению демократического элемента. Так, в Афинах после сицилийской кампании была учреждена коллегия из 10 пробулов с целью охранения народной безопасности путем изменения существовавшей конституции в олигархическом духе. Полномочия этих пробулов продолжались не больше года, до ниспровержения демократии Писандром; тогда для написания новой конституции была образована вновь комиссия из 30 пробулов, причём к прежним 10 были выбраны еще 20 человек.
Избирались из граждан старше 40 лет.